# Werner Schildhauer

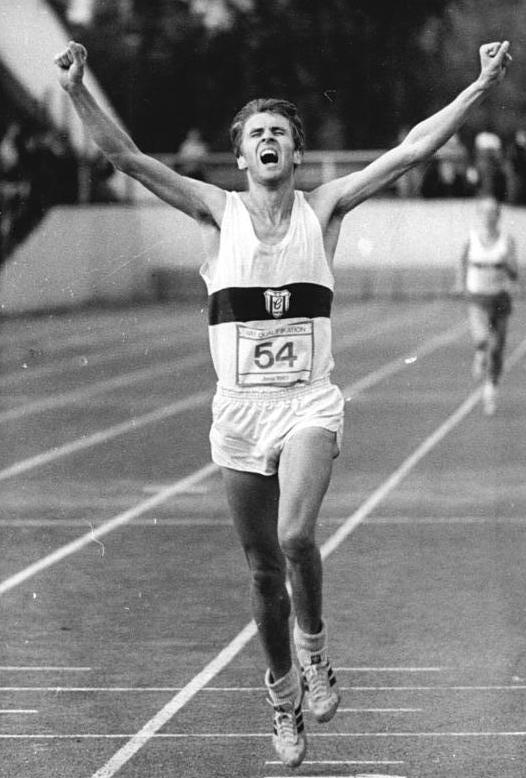
Werner Schildhauer siegt bei der Weltmeisterschaftsqualifikation 1983 über 10.000 Meter mit dem neuen DDR-Rekord von 27:24,95 min.

Werner Schildhauer (* 5. Juni 1959 in Dessau) ist ein deutscher Leichtathlet und Olympiateilnehmer.
Schildhauer nahm 1980 für die DDR an den Olympischen Spielen in Moskau im 10.000-Meter-Lauf teil und belegte den siebten Platz. Bei den Europameisterschaften 1982 gewann er die Silbermedaillen im 5000-Meter-Lauf und im 10.000-Meter-Lauf. Bei den Weltmeisterschaften 1983 errang er für die DDR eine Silbermedaille im 5000-Meter-Lauf und eine Silbermedaille im 10.000-Meter-Lauf. Am 28. Mai 1983 stellte er mit einer Zeit von 27:24,95 min einen DDR-Rekord im 10.000-Meter-Lauf auf, der lange Zeit auch deutscher Rekord war und erst knapp 14 Jahre später von Dieter Baumann unterboten wurde. Ebenfalls 1983 stellte er am 29. April in Cottbus mit 20.536 Meter den bis heute gültigen deutschen Rekord im Stundenlauf auf.
Werner Schildhauer startete für den SC Chemie Halle; sein langjähriger sportlicher Rivale in der DDR war Hansjörg Kunze.
Er hatte bei einer Größe von 1,82 m ein Wettkampfgewicht von 66 kg.